# Раціоналізм (радянська архітектура)
Раціоналі́зм — стиль та напрямок в архітектурі, який розвивався у 1920-30-их роках, головно у СРСР. Особливістю стилю є функціоналізм будівель (можливість переробити приміщення із житла на комерцію, з комерції на офісну забудову, тощо). Основним прийомом оздоблення було експериментування з формами будівлі, вікон та інших отворів, кольорами та розміром, асиметрія та використання заліза та бетону в будівництві. Таке оздоблення було 
спрямовано на психологічне сприйняття людиною, а також переосмислення архітектури й творення нового стилю, вільного від ідей минулого.

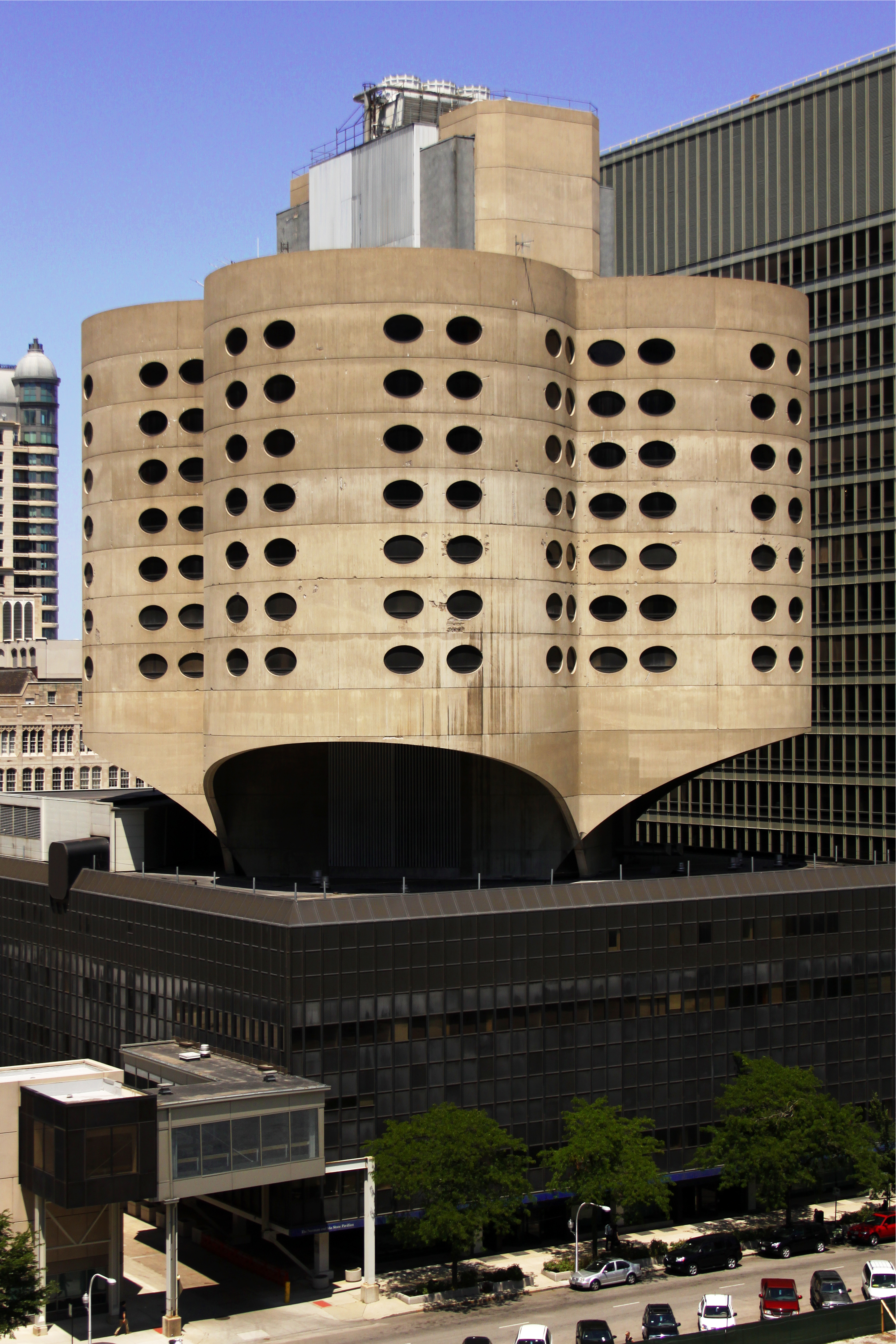
Жіноча лікарня-притулок у Чикаґо у формі чотирьолисткової конюшини — приклад раціональної архітектури.

## Історія
Задовго до зародження конструктивізму принципи раціоналізму у проєктуванні вже були присутні. Наприклад, у проєктах учнів школи мегаломанів. У країнах Європи вони з'явилися у Нідерландах, Франції й Італії на початку XX століття.
Згодом у 1920-30-их роках стиль поширився на СРСР, хоча й був менш популярним ,ніж конструктивізм. На відміну від конструктивістів, раціоналісти не були категоричними й радикальними, тому не відмовлялися від колишніх напрацювань. У Союзі основним діячем в цьому стилі став Микола Ладовський. Він створив "Обмас" (Об'єднання майстерень), яке розробило верхній павільйон станції Красні Ворота.
Згодом у 1930-их роках запит на експериментальну архітектуру зник, з'явилася потреба возвеличення вождів у вигляді монументів, бюстів, як елементів будівлі, а також зникла свобода вибору стилю. Раціоналістів звинувачували у буржуазмі та використанні психоаналізу, тож довго стиль не протримався на теренах СРСР.